# Eugène Joullot
Eugène Émile Joseph Joullot, né à Bourganeuf le 2 août 1872 et mort à Arcachon le 13 avril 1941, est un auteur dramatique, compositeur et chansonnier français.

## Biographie
Journaliste de profession à Paris au moment de son service militaire en 1893, il est réformé pour tuberculose pulmonaire en 1902. Le conseil de révision le maintint dans cette position en 1915.
Lors de son mariage en 1902, Eugène Joullot exerçait le métier d'éditeur. Il est inscrit en 1921 au fichier des électeurs de Paris en qualité d'éditeur de musique demeurant au no 52 du faubourg Saint-Martin.
Ses pièces ont été représentées sur les plus grandes scènes parisiennes telles le Théâtre du Palais-Royal, le Grand-Guignol, le Théâtre de Cluny, le Bataclan, etc.
On lui doit les paroles de plus de quatre cents chansons sur des musiques dues, entre autres, à Gustave Goublier, Léo Daniderff, Émile Spencer ou Félix Chaudoir... Ses chansons ont été interprétées, entre autres, par Monique Morelli, Félix Mayol, Yves Montand, Georgette Plana, Les Charlots ou Édith Piaf. La plus célèbre reste Verdun ! On ne passe pas, une chanson patriotique de 1916 écrite avec Jack Cazol qui a été créé par  Adolphe Bérard, Jules Wolf ou encore Gustave Botiaux.

## Œuvres
Théâtre

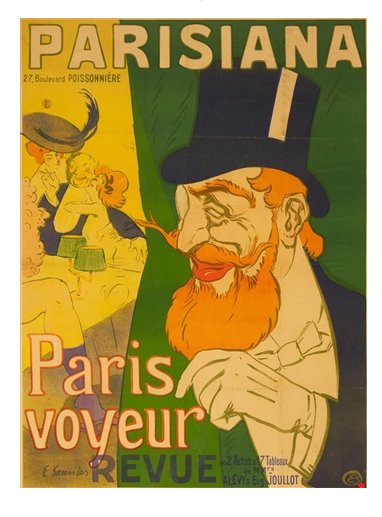
Affiche d'Édouard Saunier pour Paris Voyeur (vers 1908).

- Une fausse perquisition, duo saynète, musique de Félix Chaudoir, 1897
- J'en veux ! Il m'en faut !, revue en un acte et deux tableaux, 1898
- Leçon de morale !, saynète-duo, paroles de Joullot et Fernand Disle, musique de Félix Chaudoir, 1898
- L'Aigledindon, parodie bouffe en 1 acte et 1 prologue, 1900
- Les Petits Mystères de l'Exposition, folie-vaudeville en 1 acte, 1900
- La Couverture, vaudeville en 1 acte, avec Georges Cellier, 1901
- L'Oncle Lapoire, vaudeville en 1 acte, avec Cellier, 1901
- L'Affaire Kracfort, ou le Coffre-fort mystérieux, folie-vaudeville en 3 actes, avec Georges Fernoux, 1902
- Le Coffre-fort mystérieux, folie-vaudeville en 3 actes, 1902
- La Remplaçante, vaudeville en 1 acte, 1902
- Les Apaches du grand monde, drame en 5 actes et 9 tableaux, 1903
- Le Dossier Balandard, comédie en 1 acte, 1903
- Le Lapin !, duo saynète, musique de Boussagol et Raphaël Beretta, 1903
- Les Étapes d'une chanteuse, saynète, musique de Bernard Boussagol, 1904
- M'avez-vous vu ?, scène comique, paroles et musique de Eugène Joullot, 1904
- Paris s'amuse ! ou l'Escapade de Clairette, opérette fantaisiste en 2 actes et 7 tableaux, 1905
- Le Major Ipéca, pièce militaire en 3 actes, avec André Mouëzy-Éon, 1906
- Mam'zelle Pantalon, vaudeville opérette en 2 actes et 3 tableaux, avec Georges Arnould, 1906
- Paris-voyeur, revue en deux actes et dix sept tableaux, avec Alévy, 1908
- La Veuve soyeuse, fantaisie-opérette en 2 actes et 5 tableaux, avec Henry de Farcy de Malnoe, 1909
- L'Enfant du mystère, 1910
- Le Bec de canard, monologue, avec Alphonse Crozière, 1910
- Nocturne des derniers chopins, monologue, 1910
- L'Amour en Espagne, opérette en 2 actes, avec Alévy et Maurice Mareuil, musique de Joaquin Valverde, 1912
- Le Court-circuit, pièce en 1 acte, 1916
- L'expérience du Major Dick, avec Edmond Joullot, 1934
- Le Tendron d'Achille, avec Edmond Joullot, 1938[6].
- L'Enlèvement en automobile, opérette fantaisiste en deux actes et trois tableaux, non datée
- Fécondité, comédie en un acte, non datée
- Un monsieur qui marronne, vaudeville en un acte, non daté
- Une plage d'amour, opérette en 2 actes, avec Raphaël Adam, non datée

Essai
- Histoires de théâtre et de music-hall, suivies d'un Dictionnaire humoristique d'argot théâtral, 1933